# Freiburg Lebenswert
Freiburg Lebenswert (FL) ist eine als Verein eingetragene Wählervereinigung in Freiburg im Breisgau.

## Geschichte
Hervorgegangen ist die Liste ursprünglich aus dem „Forum Bürgerinitiativen für nachhaltige Stadtentwicklung“ (FBNS), einem Zusammenschluss von ca. 15 Freiburger Bürgerinitiativen, die auf Initiative der Arbeitsgemeinschaft Freiburger Bürgervereine (AFB) entstand und sich gegen die Baupolitik in Freiburg wendete.
Anfang Dezember 2013 wurde Freiburg Lebenswert e.V. als gemeinnütziger Verein gegründet, um zur Gemeinderatswahl mit einer eigenen Liste anzutreten. Die Diskussion um den Standort eines neuen Stadions des SC Freiburg im Wolfswinkel brachte FL einen starken Zulauf, vor allem im Westen der Stadt. Am 25. Mai 2014 trat FL dann als freie Wählerliste zur Gemeinderatswahl an und erhielt drei Sitze im Gemeinderat und damit Fraktionsstatus. Zusammen mit der Liste Für Freiburg, die einen Sitz im Gemeinderat erhielt, bilden die drei Stadträte die vierköpfige Fraktionsgemeinschaft Freiburg Lebenswert / Für Freiburg (FL/FF).
Im Februar 2019 hatte sich die Wählervereinigung als einzige politische Gruppierung im Gemeinderat an die Seite der Kritiker des neuen Stadtteils Dietenbach gestellt. Bei den Gemeinderatswahlen im Mai 2019 erhielt Freiburg Lebenswert 4,5 Prozent der Stimmen. Im Vergleich zur Gemeinderatswahl 2014 verloren sie damit 1,1 Prozent sowie einen Sitz im Gemeinderat.
Wegen angeblicher AfD-Nähe des Stadtrates Wolf-Dieter Winkler traten die seit Juli 2020 amtierende Vorsitzende sowie drei weitere Vorstandsmitglieder der Wählervereinigung im Mai 2021  zurück.

## Inhaltliche Ausrichtung
Unter den Schlagwörtern Stadtbild, Bürgerbeteiligung, Lebensqualität und bezahlbarer Wohnraum sind in den Leitlinien der Wählervereinigung auch Themen wie die soziale Vielfalt in den Quartieren, Naturschutz, der Erhalt von Grünflächen und eine Stärkung des Denkmalschutzes enthalten. Die Wählervereinigung versteht sich ausdrücklich als ideologisch und parteipolitisch unabhängig.

## Gemeinderäte
- Wolf-Dieter Winkler (seit 2014)
- Gerlinde Schrempp (seit 2014–2019)
- Karl-Heinz Krawczyk (2014–2019)